# 鹿児島県道271号秋目上津貫線
鹿児島県道271号秋目上津貫線（かごしまけんどう271ごう あきめかみつぬきせん）は、鹿児島県南さつま市を通る一般県道である。

## 概要
南さつま市坊津町秋目から同市加世田上津貫に至る。
起点から大浦町までは全長8 m以上の大型車両は通行が禁止されている。大浦町以東は、以西に比べ整備がなされている。

### 路線データ
- 起点：鹿児島県南さつま市坊津町秋目（国道226号交点）
- 終点：鹿児島県南さつま市加世田津貫（鹿児島県道270号久志上津貫線交点）

## 路線状況

### 重複区間
- 鹿児島県道272号久志大浦線（南さつま市大浦町）

## 地理

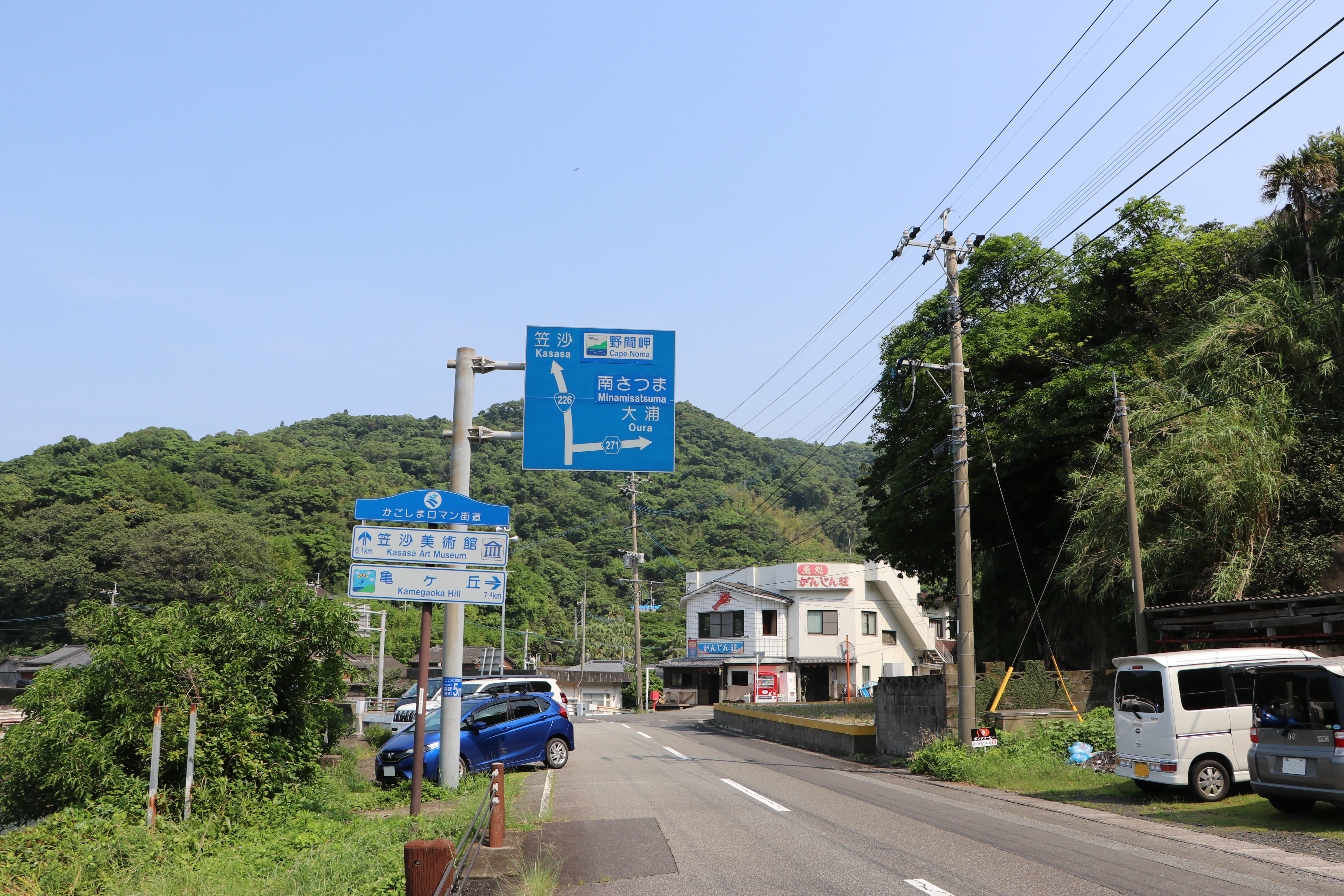
起点（坊津町秋目）

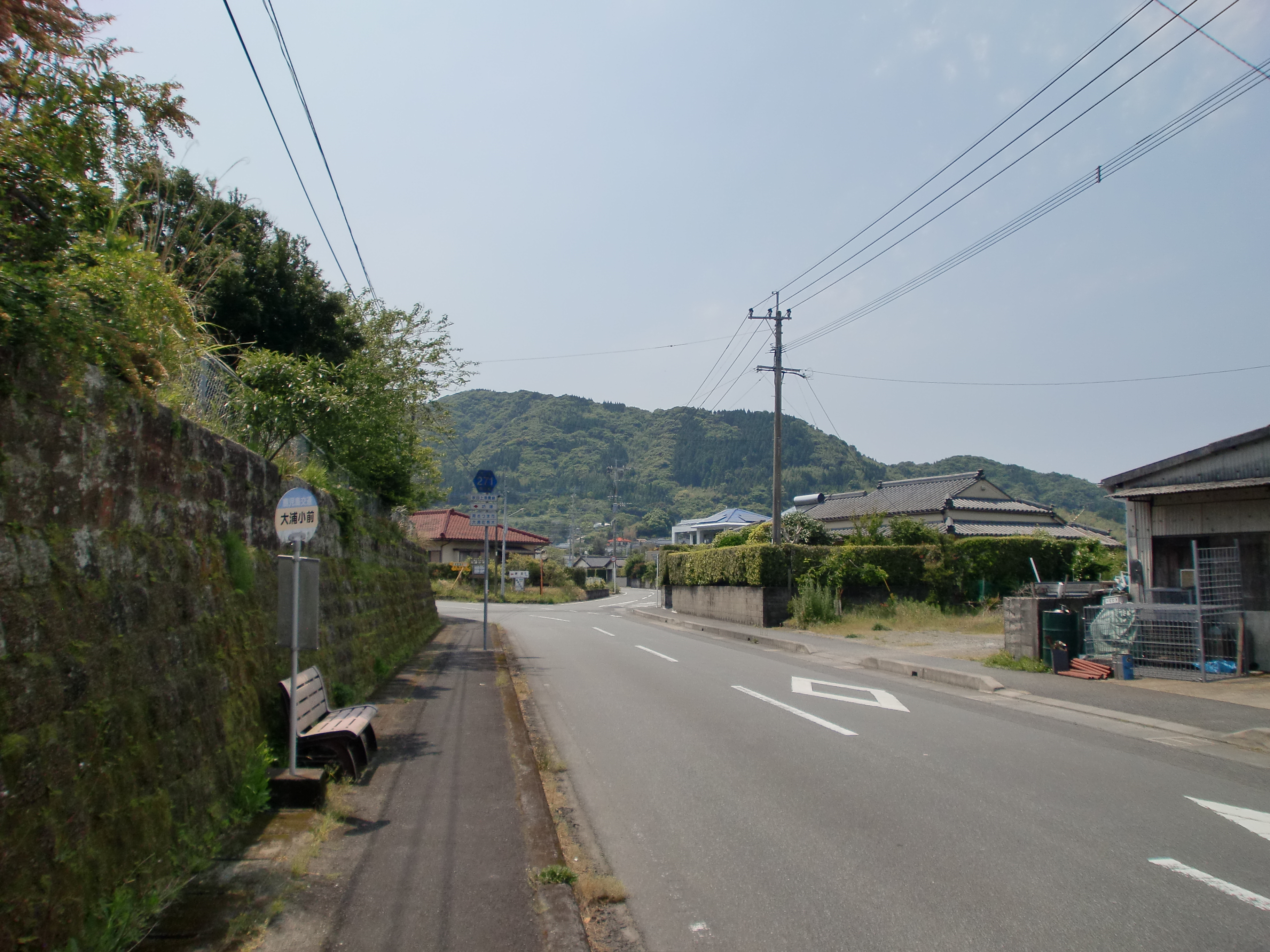
大浦町から秋目方面を望む

### 通過する自治体
- 南さつま市

### 交差する道路
| 交差する道路                           | 交差する場所 | 交差する場所 |
| -------------------------------------- | ------------ | ------------ |
| 国道226号                              | 坊津町秋目   | 起点         |
| 鹿児島県道272号久志大浦線 重複区間起点 | 大浦町       |              |
| 鹿児島県道272号久志大浦線 重複区間終点 | 大浦町       |              |
| 鹿児島県道270号久志上津貫線            | 加世田津貫   | 終点         |

### 沿線
- 南さつま市立大浦小学校